# I 39 scalini (film 1978)
I 39 scalini (The Thirty Nine Steps) è un film del 1978 diretto da Don Sharp.
Il soggetto della pellicola di produzione britannica è dello scrittore scozzese John Buchan, I trentanove scalini.

## Trama
Nel 1914, mentre Londra è infestata da spie tedesche, una serie di misteriosi assassinii colpisce importanti politici britannici. Il colonnello Scudder, un ex agente dell’intelligence britannica, capisce che la sua vita è in pericolo e, con essa, un prezioso taccuino nero contenente informazioni cruciali. Alla ricerca di aiuto, si rifugia nell’appartamento di Richard Hannay, un ingegnere minerario in visita dall’Africa del Sud. Scudder rivela a Hannay un complotto orchestrato da agenti dormienti prussiani: un attentato contro il primo ministro greco in visita nel Regno Unito, destinato a scatenare un conflitto mondiale contro la Triplice Intesa. Nonostante la sua iniziale riluttanza, Hannay accetta di ospitare Scudder. Tuttavia, il mattino successivo, mentre Hannay è fuori per acquistare un biglietto per la Scozia, Scudder viene intercettato dagli agenti nemici. Inseguito, riesce a spedire un pacco contenente il suo taccuino e a raggiungere la stazione di St Pancras, dove spera di consegnare una seconda copia a Hannay. Prima che possa farlo, però, viene assassinato sotto gli occhi di Hannay, che riceve da lui un ultimo, criptico messaggio.
Scambiato per l’assassino e arrestato, Hannay finisce, quindi, nelle mani dei prussiani, i quali, convinti che possa condurli al taccuino, lo lasciano fuggire. Determinato a scoprire la verità, Hannay recupera il secondo taccuino, che si rivela però essere solo un diversivo con un enigma in tre parole. Decifrando il messaggio, si dirige in Scozia, dove, braccato dalla polizia e dai prussiani, incontra Alex Mackenzie e David Hamilton, che lo aiutano nella sua fuga. Mentre cerca di smascherare la rete di spie, Hannay si trova coinvolto in situazioni sempre più pericolose, travestendosi da politico e sfuggendo a inseguimenti mortali. La vera natura del complotto viene finalmente alla luce: i prussiani intendono colpire il Parlamento britannico con un attentato esplosivo, scatenando una crisi internazionale. Ma il tempo stringe e Hannay dovrà affrontare un’ultima, disperata corsa contro il destino per impedire una catastrofe.